# Кьошкове (местност)
Кьошковете е местност в Природен парк Шуменско плато. Намира се в западната част на град Шумен. Наименованието на местността идва от турската дума „кьошк“ – лятна къща. Така някога са наричали постройките в околните лозя, които са служели за отдих.
Залесяването на местността започва през 1897 г. под ръководството на лесовъда Торишков. По-късно по оформянето на парка работи Иван Димитров – градинар по времето на тогавашния кмет на Шумен, д-р Петър Кърджиев (мандат 1902 – 1905). До 1953 г. площта на „Кьошковете“ е залесена с черен бор, смърч, дугласка ела, явор, клен, габър, бук и др. Централната алея е очертана от вековни кестени, липи и явор.
От местността „Кьошковете“ водят началото си много туристически маршрути. Един от тях води до пещера Бисерна, която се намира на 404 m н.в. Тя е най-дългата (3000 m) и най-красива пещера на Шуменското плато.
През 1810 г. френският географ и картограф Жан-Дени Барбие дю Бокаж описва мястото така: „Околностите на Шумен са украсени с голям брой места за разходка и прелестни градини. Под Замъка („Шуменска крепост“), който се издига над града, се намира широко и открито място, наречено „Дагбунар“ („Планински извор“). Тук през лятото е истинско място за почивка. През долината протича бърза и свежа рекичка, която движи колелата на много воденици.“
Местността днес представлява истински зелен оазис до града.